# Жотабаев, Женис Рахметович
Женис Рахметович Жотабаев (каз. Жеңіс Рахметұлы Жотабаев, род. 22 октября 1943; Восточно-Казахстанская область, Казахская ССР, СССР) — советский и казахстанский учёный, доктор физико-математических наук (1998), профессор. Лауреат Государственной премии Республики Казахстан в области науки и техники (2009).

## Биография
Женис Рахметович Жотабаев Родился в 1943 году в Восточно-Казахстанской области.
Окончил Томский электромеханический институт инженеров транспорта.
В 1998 году защитил учёное звание доктора физико-математических наук, тема диссертации: «Экспериментальные исследования прикладных проблем радиационной физики взаимодействия осколков деления с реакторными материалами»
Работал инженером, старшим инженером, старшим научным сотрудником, заведующим лабораторией Института ядерной физики Академии Наук Казахстана.
С 1994 по 2000 годы — директор Алматинского отделения Института атомной энергии, заместитель директора, директор института атомной энергии.
С 2000 года — первый заместитель генерального директора государственного предприятия «Национальный ядерный центр Республики Казахстан».
В настоящее время главный научный сотрудник Национального ядерного центра Республики Казахстан.
С 2003 по 2007 годы — депутат Восточно-Казахстанского областного маслихата третьего созыва.
Автор 150 научных статей, двух монографий, трёх учебных пособий для студентов вузов и аспирантов, десяти изобретений. Является членом диссертационного совета при НЯЦ РК по защите кандидатских и докторских диссертаций.

## Награды
- 2004 — Указом Президента Республики Казахстан от 7 декабря 2004 года награждён Орденом «Курмет» за заслуги в науке Казахстана.[4]
- 2005 — Медаль «10 лет Конституции Республики Казахстан»
- 2006 — Медаль «10 лет Парламенту Республики Казахстан»
- 2009 — Государственная премия Республики Казахстан в области науки и техники в составе коллектива авторов за цикл работ на тему: «Фундаментальные исследования в области ядерной и радиационной физики на базе усовершенствованных экспериментальных ядерно-физических установок Института ядерной физики Национального ядерного центра Республики Казахстан и создание на их основе ядерных и радиационных технологий».[5][6]